# 3/4tトラック

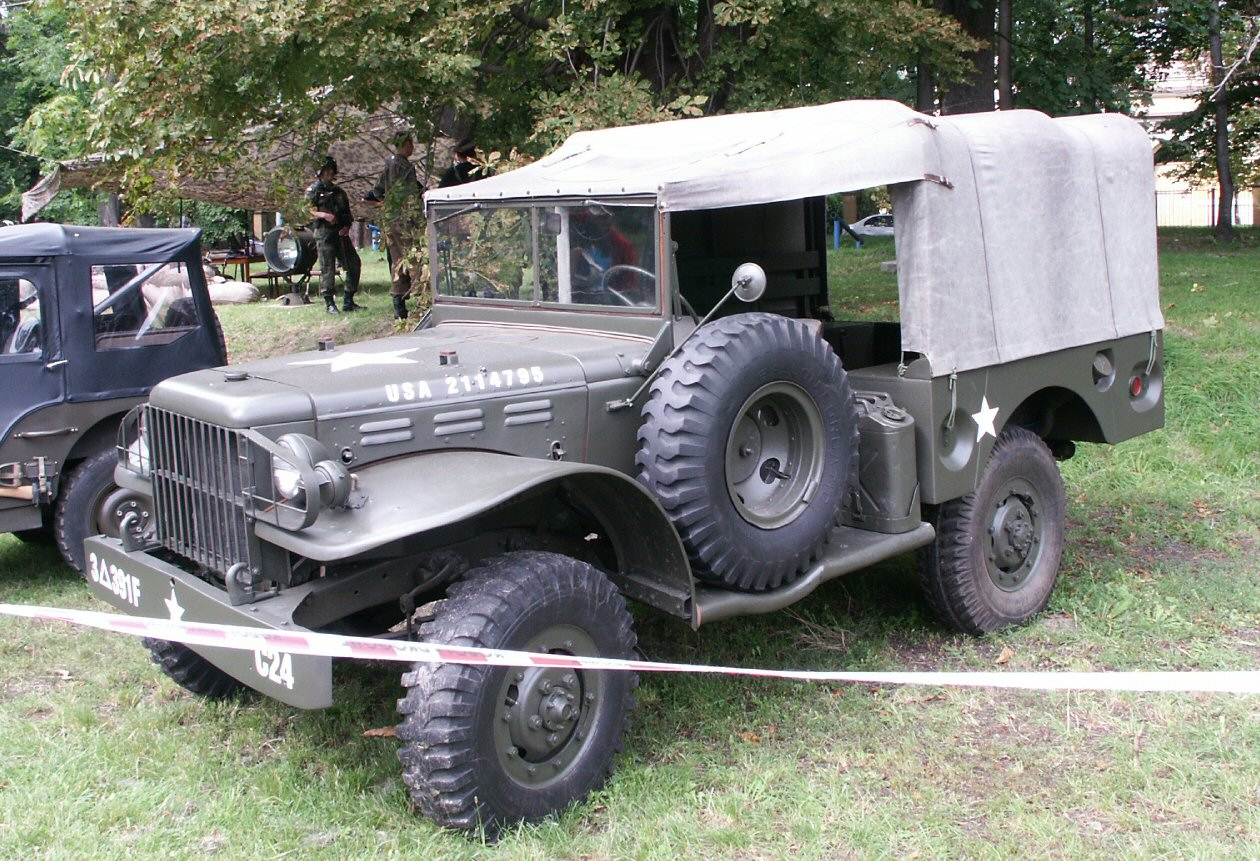
初期に使用されたアメリカ製ダッジWC51

3/4tトラック（よんぶんのさんトントラック）は、自衛隊でかつて運用されていたトラックである。それまで供与されていたアメリカ合衆国製ダッジWCと交代する形で運用された。1980年代後半に退役し、現在はキャブオーバー型の73式中型トラックが任務を引き継いでいる。

## 概要

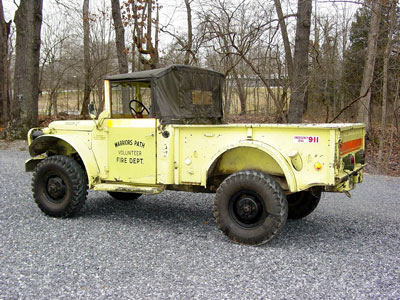
参考になったM37

警察予備隊創設後、アメリカ軍より大量の各種輸送車両が供与された。特に「ウェポンキャリア」と呼ばれる積載量3/4tのダッジWCは、小回りが利く上に、ジープより大量の装備を運べるため好評だった。
しかし、順次自国兵器の国内生産を進め、生産体制を確立、増強する必要性が唱えられたこと、さらに供与車両は多くが第二次世界大戦で使用された中古車であり、老朽化による更新の必要性が出てきた。そこで、アメリカ軍の新型ウェポンキャリアであったM37を参考に開発されたのがこのクラスである。
本車の主任務は輸送であるものの、使い勝手の良さから人員、装備、物資を輸送もしくは牽引するなど様々な用途に使われた。生産は、1952年（昭和27年）から日産自動車とトヨタ自動車の2社で行われている（ごく少数だが、いすゞ製も存在した。詳細は後述）。仕様の異なる両者を混用すると問題が起こるため、主に日産製が北海道の部隊、トヨタ製が本州以南の部隊で使用された。

### 日産製(Q4W70シリーズ)
Q4W70
初期型。成り立ちの多くを同社の4W60型と同一にする。NA型水冷直列6気筒ガソリンエンジン（85 hp）搭載。のちNB型直列6気筒水冷ガソリンエンジン（95hp）、次いでNC型直列6気筒水冷ガソリンエンジン（105 hp）などに順次強化。
4W70
Q4W70の民間型。車名は「ニッサン・キャリヤー」となる。
Q4W73
生産の主力となった改良版。外観が大きく変更されたほか、エンジンがP型水冷直列6気筒ガソリンエンジン（125 hp）に変更されている。エンジン、トランスミッション、トランスファー、アクスルハウジング、デフが防水仕様となり、水深95 cmまで渡渉可能となった。最終型ではSD33型水冷直列6気筒ディーゼルエンジン（98 hp）に変更されている。
4W73
Q4W73の民間型。

### トヨタ製(BQ/FQ10・15/HQ15シリーズ)

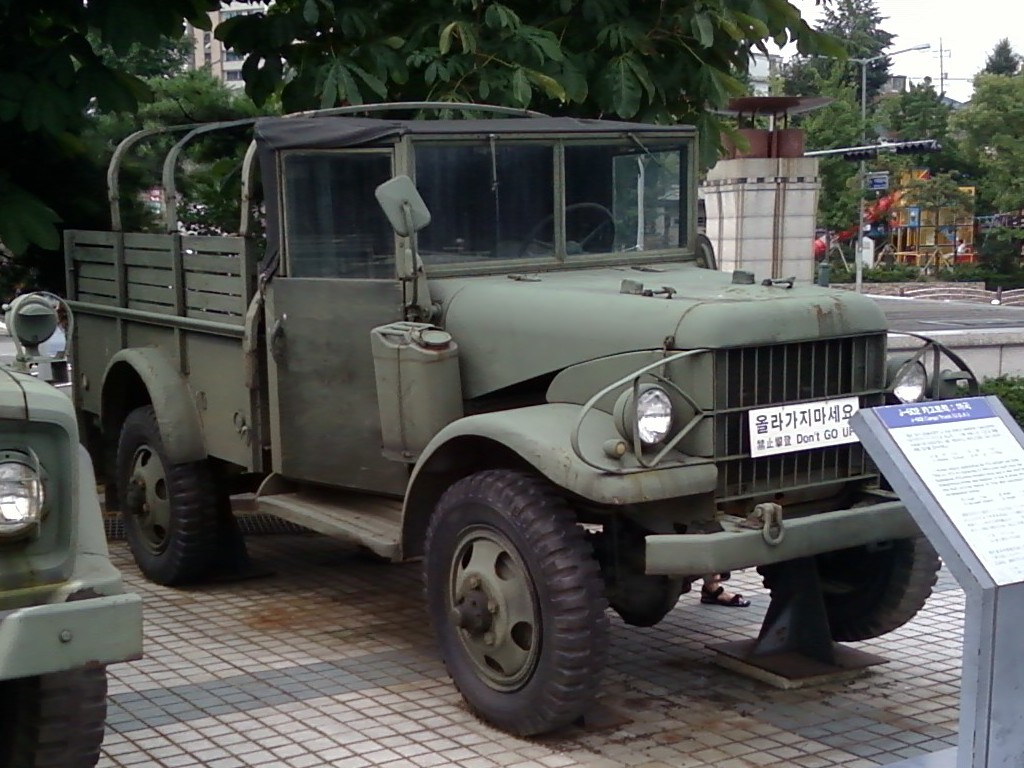
トヨタFQ15

BQ型
1951年（昭和26年）1月試作車完成。翌2月に警察予備隊による公式試験を受験。
B型直列6気筒水冷ガソリンエンジン搭載（85 hp）搭載。
FQ型
BQのエンジンをF型直列6気筒水冷ガソリンエンジン、（当初95 hp）へ変更したもの。後にショートホイールベースはFQ10、ロングホイールベースはFQ15となり、バン仕様にはV、輸出向け左ハンドル仕様にはLが、それぞれ数字の後に付く。生産数は360両とあるが、BQとFQの内訳は不明。
FQW型
FQとほぼ同じだが、フロントにPTOウインチを備えたタイプ。これも生産数が838両となっているが、ウインチ付きBQとの内訳は不明。
2FQ15
F型直列直列6気筒水冷ガソリンエンジン（125 hp）搭載。1956年-1969年まで生産。
HQ15
H型直列6気筒水冷ディーゼルエンジン（95 hp）搭載の最終型。1973年（昭和48年）まで生産。

### いすゞ製(TR21)
1952年、水陸両用車導入に積極的だったアメリカ軍に習い、当時の保安隊が水陸両用の3/4tトラックとしていすゞ自動車に開発を依頼した。同年11月に試作が完了し、TR21Aとして計16両が保安隊に納入されたものの、大量生産には至らなかった。シュノーケルを装着することで、水深2mまでの水中を走行することができた。

## 派生型
3/4t救急車
日産製とトヨタ製の後部を密閉式キャビンとした救急車型。小型すぎて、1トン半救急車より使い勝手が悪かったようである。
他にも、海上自衛隊や航空自衛隊の爆弾運搬車などいくつか派生型がある。

## 民間・海外での使用
日産製のものは、「日産キャリヤー」の名前で市販もされた。また、海外への輸出も積極的に行われ、南アメリカや東南アジアなどの発展途上国へ輸出されて使用された。特に、インドではノックダウン生産も行われ、インド軍に採用されている。
トヨタ製も市販されたほか、一部の国内生産車がアメリカ軍に供給され、朝鮮戦争で使われた。1980年代まで、韓国軍で使われてもいる（現在FQ15一台がソウル龍山（ヨンサン）戦争記念館に展示されている）。

## 登場作品
『ウルトラQ』
第22話にQ4W70型およびQ4W73型が登場。巨人が出現した八ヶ岳付近の村に展開する普通科部隊を輸送する。
『女バトルコップ』
自衛隊と癒着した国際犯罪組織「カルテル」ネオTOKYO支部の輸送車両としてQ4W73型が登場。日本制覇のための最終オペレーション実行に備え、航空自衛隊基地から武器を搬出する。
『月光仮面』
第3部第11話にQ4W70型が登場。マンモスコングを攻撃すべくコンビナートへと出動する普通科部隊を輸送する。
『ゴジラシリーズ』
『モスラ対ゴジラ』
FQ型が登場。静岡県静之浦でゴジラに対して行われる「A作戦」および「B作戦」に参加し、移動対策本部の人員などを輸送する。
『怪獣大戦争』
Q4W70型が登場。X星人に操られ富士山麓で暴れるゴジラとラドンに対して出動する部隊に含まれている。
『ゴジラ対メガロ』
防衛隊の車両としてQ4W70型が登場。北山湖からのメガロ出現を受けて出動する部隊に含まれている。
『ゴジラ-1.0』
大日本帝国海軍の車両としてFQ型が登場。架空仕様のエンジン起動車として大戸島分遣隊に配備されている。

『大怪獣バラン』
Q4W73型が登場。バランが住処としている北上川上流の湖まで、普通科部隊を輸送する。
『大巨獣ガッパ』
Q4W73型が登場。2体のガッパの熱海上陸を受けて出動する部隊に含まれている。
『地球防衛軍』
陸上防衛隊の輸送車両としてQ4W70型が登場。モゲラ1号機の襲撃を受けている富士山麓の村の近くまで、普通科部隊を輸送する。
『超人刑事シュワッチ』
「組織」が用いる輸送車両としてQ4W73型が登場。小型原爆が入ったジュラルミンケースを回収すべく、拾得物としてケースを保管中の桜警察署を襲撃する際に使用される。
『鉄甲機ミカヅキ』
第1話に第1特科連隊所属とされるFQ型が登場。六本木上空に浮かぶスイカイドムを調査すべく出動した部隊に含まれている。
『ノストラダムスの大予言』
FQ型ベースの3/4t救急車が登場。夢の島にて大ナメクジの群れの焼却にあたる普通科部隊に含まれている。
『バトルガール Tokyo Crisis Wars』
Q4W73型が登場。死者のゾンビ化を促す「コスモ・アンフェタミン」を含む隕石が落下した東京23区の封鎖に際し、富士教導団所属とされる車両が展開する。
『復活の日』
FQ型が登場。MM-88のパンデミックに伴う戒厳令の布告を受け、国会議事堂付近で2 1/2tトラックとともに普通科部隊を輸送する。
『フランケンシュタイン対地底怪獣』
Q4W70型が登場。伊吹山から白川村にかけての範囲で、フランケンシュタインを捜索する普通科部隊を輸送する。
『ぼくらの勇気 未満都市』
第1話にQ4W73型が登場。T幕原型の蔓延によって封鎖された千葉県幕原地区に取り残された息子を探す男性が、自衛隊による救援物資の輸送に偽装して幕原に侵入する際に使用し、幕原を目指す主人公らも荷台に忍び込んで便乗する。
登場する車両には、第1師団所属であることを示す部隊標識が描かれている。
『メタルヒーローシリーズ』
『特警ウインスペクター』
第27話に、秘密結社「Q」が用いる車両としてQ4W73型が登場。Qが国際通信基地を占拠する際に、構成員の輸送に用いられる。
『特捜ロボ ジャンパーソン』
第3話にQ4W73型が登場。陸上自衛隊の武器庫を襲撃した賊によって各種携行火器や弾薬とともに強奪されるが、ジャンパーソンによって鎮圧される。